# Radja Nainggolan
Radja Nainggolan (Antuérpia, 4 de maio de 1988), é um futebolista belga que atua como meio-campista. Atualmente joga no Lokeren.
Nainggolan nasceu na Bélgica, sendo filho de uma mãe belga e um pai indonésio, praticante do catolicismo. Devido à sua mãe, é fluente em quatro línguas: flamenga, inglês, italiano e francês.

## Títulos
Internazionale
• Campeonato Italiano 2020–21
Royal Antwerp
• Campeonato Belga 2022–23

## Carreira

### Cagliari
Nainggolan foi peça fundamental no meio de campo do Cagliari durante sua primeira passagem pelo clube, atuando em mais de 100 partidas entre 2010 e 2014. Durante esse período, despertou interesses de clubes italianos e ingleses.

### Roma
No inicio de 2014 foi confirmado como reforço da Roma, que desembolsou 3 milhões de euros por 50% dos direitos econômicos do jogador.
Conseguiu rapidamente sua titularidade, sendo peça importante nas três campanhas de vice-campeão italiano da equipe: 2013–14, 2014–15 e 2016–17. No final da temporada 2014–2015, foi comprada sua outra parte referente ao Cagliari. 
Em 2018 ajudou a Roma em uma ótima Liga dos Campeões da UEFA, eliminando o Barcelona nas quartas-de-final em uma virada histórica. Esteve entre os principais jogadores daquele feito histórico da Roma, chegando a semifinais daquela competição pela segunda vez em sua história.

Nainggolan com a Roma em 2018

### Internazionale
No dia 26 de junho de 2018, ele foi contratado pala Inter de Milão, por uma taxa fixa de 38 milhões de euros; como parte da operação, Davide Santon e Nicolò Zaniolo mudam-se para a Roma. O jogador belga assinou um contrato de quatro anos válido a partir do dia 1 de julho seguinte.
Em 10 de agosto de 2021, a Inter de Milão anunciou ter chegado a um acordo com o jogador para rescindir seu contrato.

### Retorno ao Cagliari
Nainggolan deixou o clube de Milão e retornou para o Cagliari em agosto de 2019.

### Royal Antwerp
Em 14 de agosto de 2021, ele voltou para a Bélgica, assinando um contrato de dois anos pelo Real Antuérpia.

### Spal
Radja Nainggolan deixou o clube italiano Spal, que o anunciou através da publicação de um vídeo muito especial no Twitter, na época, teve contrato até 30 de junho de 2023, com renovação automática para a época futebolística 2023/2024 quando se verificarem determinadas condições.

### Bhayangkara Presisi Indonesia FC
Radja Nainggolan foi contratado pelo time da Indonésia em 3 de dezembro de 2023, onde vestirá a camiseta número 10, mostrando a importância que o jogador terá para a equipe. 

### Lokeren
No dia 22 de janeiro de 2025, o meia foi anunciado como novo reforço do Lokeren, da Bélgica.